# LAN Manager
LAN Manager（LANマネージャー）は、マイクロソフトが販売していた、ネットワークオペレーティングシステムである。

## 概要
LAN Managerは、マイクロソフトがスリーコム(3COM)と共同で開発した、ネットワークオペレーティングシステムであり、3COMの3+Shareネットワークサーバソフトウェアの後継として設計された。NT LAN Manager (NTLM)との混同に要注意である。
LAN Managerは、ドメインコントローラによるユーザーアカウント管理機能と、ファイルサーバ機能、プリンタサーバ機能を提供した。

### LAN Managerサーバ
LAN ManagerサーバはOS/2で稼働した。NetBIOSプロトコル上のServer Message Blockプロトコルを使用した。なお当時のNetWareや後のWindows Serverなどと異なり、LAN Managerはネットワークオペレーティングシステムとはいえ単体販売されたソフトウェアであり、OS(OS/2)から見ればアプリケーション（ミドルウェア）の1つである。
1990年にマイクロソフトは多数の拡張を加えたLAN Manager 2.0を発表した。最終バージョンは2.2で、マイクロソフト版のOS/2 1.31を含んでいた。そして1993年（日本では1994年）の Windows NT Advanced Serverの登場まで、マイクロソフトの戦略的なサーバシステムであり続けた。
Windows NT Serverのドメインコントローラや、Windows 2000サーバ以降のActive Directoryなどは、LAN Managerの後継（バンドル版）である。

### LAN Managerクライアント
LAN ManagerクライアントはOS/2向けのほかMS-DOSなどで稼働し、NetBIOSを拡張したNetBEUIの他TCP/IPなどのプロトコルが使え、また、NetWareクライアント機能を追加することもできた。
このLAN Manager Clientのライセンスが興味深い。Windows NT ServerのCD-ROMなどにも収録されており、当時、市場を先行するNetwareに対抗するため、LAN Manager Clientは「無制限インストール」を認められていた。PC-DOSとOS/2向けの英語版はマイクロソフトのFTPサーバ上で現在でも無償公開されている。
LAN Managerは多数のベンダーがライセンスを受けた。
- 3Com 3+Open
- HP LAN Manager/X
- IBM LAN Server （IBMによる拡張版。後のOS/2 Warp Server）
- Tapestry Torus
- DEC PATHWORKS (サーバーはLAN Manager for UNIXのOpenVMS版でDECnetをサポート、クライアントはIBM PC/ATをサポート)